# باشگاه ورزشی اوپراریو فروویاریو
باشگاه ورزشی اوپراریو فروویاریو (انگلیسی: Operário Ferroviário Esporte Clube) یک باشگاه فوتبال مستقر در پونتا گروسا، برزیل است که در حال حاضر در سری بی برزیل، دومین سطح لیگ فوتبال در این کشور و همچنین لیگ ایالتی پارانائنسه به فعالیت می‌پردازد.  